# أيتور كانتالابييدرا
أيتور كانتالابييدرا (بالإسبانية: Aitor Cantalapiedra) (10 فبراير 1996 ببرشلونة في إسبانيا - ) هو لاعب كرة قدم إسباني في مركز الهجوم. لعب مع نادي برشلونة ب ونادي برشلونة ونادي فياريال ب.

## وصلات خارجية
- أيتور كانتالابييدرا على موقع الاتحاد الأوربي (الإنجليزية)
- أيتور كانتالابييدرا على موقع قاعدة بيانات كرة القدم.إي يو (الإنجليزية)
- أيتور كانتالابييدرا على موقع Soccerway.com (الإنجليزية)
- أيتور كانتالابييدرا على موقع عالم كرة القدم.نت (الإنجليزية)
- أيتور كانتالابييدرا على موقع AS.com (الإسبانية)